# Laufeia sicus
Laufeia sicus là một loài nhện trong họ Salticidae.
Loài này thuộc chi Laufeia. Laufeia sicus được Wu & Yang miêu tả năm 2008.